# Saint-Mars-la-Jaille
Saint-Mars-la-Jaille (bretonisch: Sant-Marzh-an-Olivenn) ist eine Ortschaft und eine Commune déléguée in der französischen Gemeinde Vallons-de-l’Erdre mit 2.450 Einwohnern (Stand: 1. Januar 2022) im Département Loire-Atlantique in der Region Pays de la Loire. Die Einwohner werden Saint-Marsiens genannt.
Zum 1. Januar 2018 wurde Saint-Mars-la-Jaille mit Bonnœuvre, Freigné, Maumusson, Saint-Sulpice-des-Landes und Vritz zur Gemeinde (Commune nouvelle) Vallons-de-l’Erdre zusammengelegt. Die Gemeinde Saint-Mars-la-Jaille gehörte zum Arrondissement Châteaubriant-Ancenis.

## Geographie
Saint-Mars-la-Jaille liegt am Fluss Erdre. Umgeben wird Saint-Mars-la-Jaille von den Ortschaften Saint-Sulpice-des-Landes im Norden, Freigné im Osten, Maumusson im Südosten sowie Bonnœuvre im Süden und Westen.
Durch die Ortschaft führt die frühere Route nationale 178bis.

## Bevölkerungsentwicklung
| Jahr                       | 1962 | 1968 | 1975 | 1982 | 1990 | 1999 | 2006 | 2012 |
| Einwohner                  | 1953 | 1873 | 2035 | 2179 | 2114 | 2195 | 2367 | 2427 |
| Quellen: Cassini und INSEE |      |      |      |      |      |      |      |      |

## Sehenswürdigkeiten
- Kirche Saint-Médard
- Schloss La Ferronays, Burg aus dem 14. Jahrhundert, Monument historique seit 1984

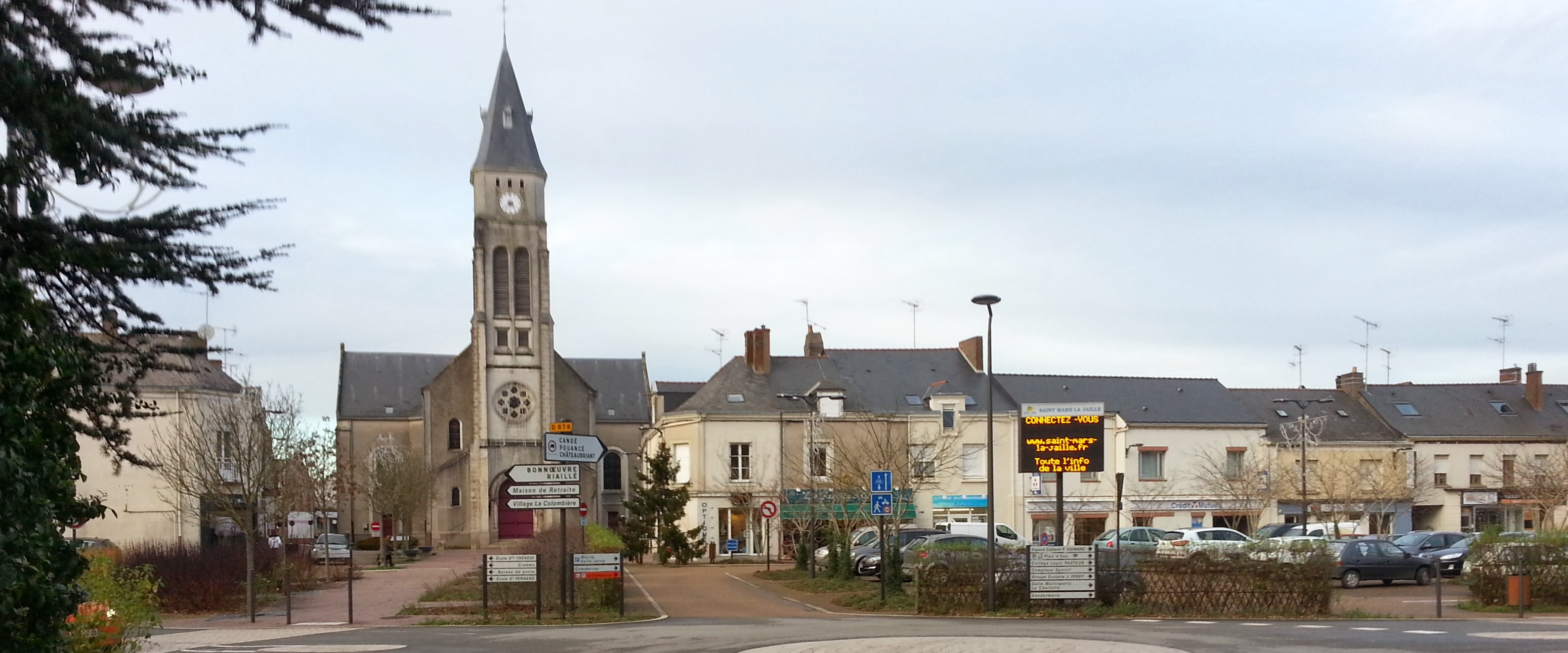
Kirche Saint-Médard
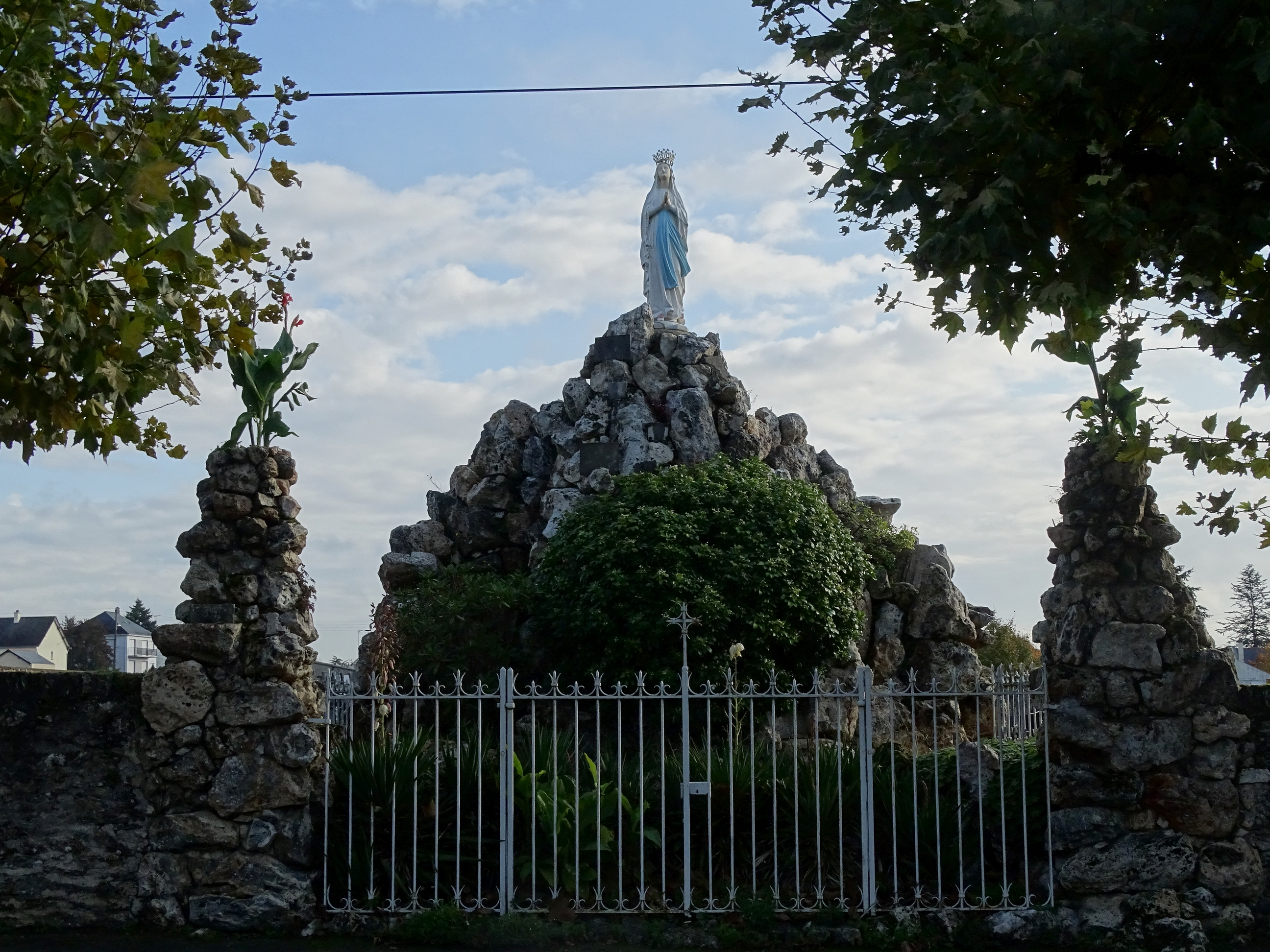
Marienstatue

## Persönlichkeiten
- Paul Guimard (1921–2004), Schriftsteller und Journalist
- Bernard Blanchet (* 1943), Fußballspieler